# Euathlus parvulus
Euathlus parvulus is een spinnensoort uit de familie van de vogelspinnen (Theraphosidae).
De wetenschappelijke naam van de soort werd in 1903 als Phryxotrichus parvulus gepubliceerd door Reginald Innes Pocock.